# قومية عبد الله أوجلان
تشير قومية عبد الله أوجلان إلى آراء عبد الله أوجلان فيما يتعلق بالقومية. على الرغم من أنه كان قوميا كرديا في البداية، إلا أنه ابتعد عنه في النهاية.

## تاريخ
عندما أسس أوجلان حزب العمال الكردستاني في عام 1978، كانت أيديولوجيته الأصلية هي القومية الكردية الممزوجة بالماركسية اللينينية.تخلى أوجلان عن فكرة الدولة القومية وكذلك اشتراكية الدولة في وقت اعتقاله في عام 1999. أصبح أوجلان مستوحى بشكل كبير من تعاليم موراي بوكشين، وهو أيديولوجي لاسلطوي واشتراكي تحرري وبلدي وبيئي عارض القومية.
بعد اعتقاله، خلق أوجلان الكونفدرالية الديمقراطية، وهي شكل من أشكال الاشتراكية التحررية التي لا تسعى إلى إنشاء دولة كردية، بل إلى مجتمع مستقل وديمقراطي ولامركزي. ادعى أن الكونفدرالية الديمقراطية ليست فقط للأكراد، ولكنها حل لجميع المشاكل الناجمة عن الاستبداد أو القمع المنهجي أو الصراعات العرقية أو العنف الديني في الشرق الأوسط والعالم.تدعو الكونفدرالية الديمقراطية إلى التعددية الثقافية العرقية والدينية والثقافية والسياسية.ابتكر أوجلان الأيديولوجية كبديل للدول القومية والصراعات الانفصالية التي ظهرت من الأقليات التي تعيش فيها.في حين أن أوجلان انفصل في البداية عن القومية، بدأ يعارضها بشدة بعد خلق الكونفدرالية الديمقراطية، التي قدمها على أنها نظام سياسي وحركة معادية للقومية ومتعددة الأعراق والأممية للجميع.
كان رفض أوجلان للقومية أحد أسباب الصراع بين حزب العمال الكردستاني والجماعات الكردية الأخرى.
الكونفدرالية الديمقراطية مناهضة للرأسمالية. إنها لامركزية للغاية، ويتكون نظامها السياسي من العديد من الوحدات التي تتخذ القرارات، وقاعدة منها هي المجتمع المحلي، المعروف أيضا باسم البلدية، والتي تمثل إما قرية واحدة أو شارعا واحدا للمدينة اعتمادا على الحجم. الكوميونات هي تجمع لعدة مئات من الأشخاص الذين يجتمعون لاتخاذ القرارات ومناقشة القضايا. لديهم تسع لجان، الدفاع عن النفس، التعليم، المصالحة والعدالة، المرأة، الشباب والرياضة، الصحة، أسر الشهيداء، الفنون والثقافة، والاقتصاد، على الرغم من أن بعض البلديات مثل البلديات الريفية قد تعدلها قليلا بإضافة لجنة زراعية أو إزالة لجنة اقتصادية. فوق الكوميونات، هناك مجالس، وهي مجموعات من البلديات. المجالس لها أعضاء متساوون وتتراوح في عدد البلديات في المناطق الريفية أو الحضرية اعتمادا على حجم البلدية. يتم انتخاب 60٪ من أعضاء المجلس، ويتم اختيار 40٪ من المستويات العليا على أساس الحصص التي تضمن مشاركة جميع المجموعات العرقية والأجناس والأديان. فوق المجالس، هناك جمعيات المدينة المكونة من أعضاء المجلس من المدينة والمناطق المحيطة بها. فوق جمعيات المدينة توجد جمعيات إقليمية تتكون من مجلس جمعيات المدينة التي تمثل على مستوى منطقتها أو مقاطعتها أو كانتونها. علاوة على ذلك، هناك مستوى الحكم الذي يتكون من عدد متساو من الممثلين من كل منطقة الذين يتعاونون على أساس توافق الآراء. يتم اتخاذ القرارات من البلديات والمجالس وتعمل في طريقها حتى المستوى الحاكم لمعرفة ما إذا كان يتم التوصل إلى توافق في الآراء لتنفيذها أو لإبقائها في منطقتها. تنقسم المستويات بين الفروع الأنثوية والفروع الذكورية المتساوية تماما. أراد أوجلان هذا النظام ليس فقط في تركيا، ولكن في جميع أنحاء العالم.تم تنفيذ هذا النظام في الإدارة الذاتية لشمال وشرق سوريا، الذي ادعى أنه الحل الوحيد للصراع الطائفي في سوريا.